# Ciocanele
Ciocanele – wieś w Rumunii, w okręgu Dolj, w gminie Braloștița. W 2011 roku liczyła 318 mieszkańców.